# Apocolocyntosis

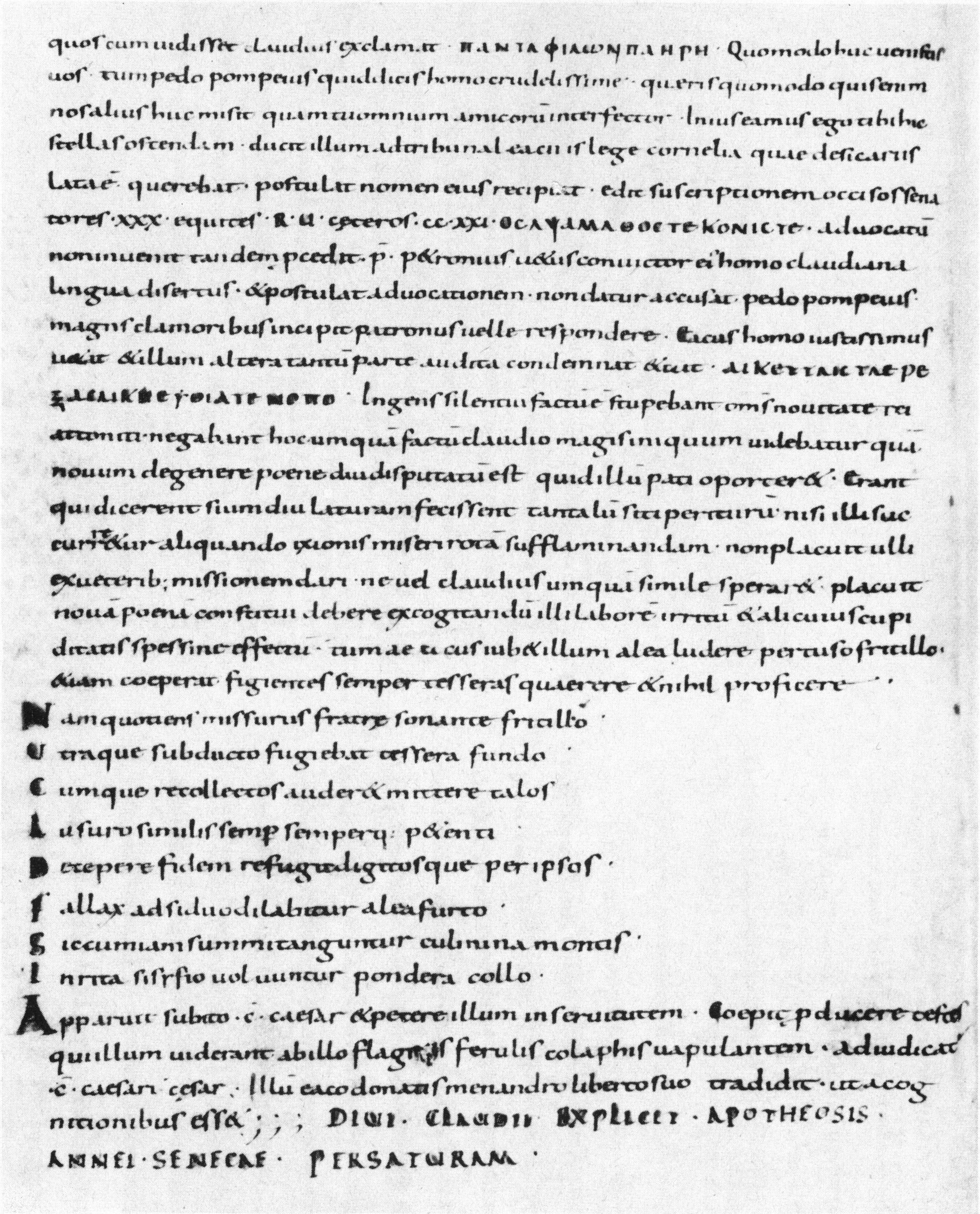
Apocolocyntosis, manuscrito do século IX

Apocolocyntosis divi Claudii ("A Apocolocintose do divino Cláudio") é uma obra em latim do filósofo estoico Sêneca (4 a.C.-65 d.C.). Literalmente “A Transformação de Cláudio em Abóbora”, é uma sátira sobre o imperador romano Cláudio. Apocolocintose é um jogo de palavras em torno do termo “apoteose”, o processo pelo qual os imperadores romanos mortos eram reconhecidos como deuses.
Trata-se de uma "sátira menipéia", mista de verso e prosa: os códices lhe dão o titulo de "Divi Claudii Apotheosis Annaei Senecae per Saturam"; mas Dião Cássio dá-lhe o titulo de "Divii Claudii Apokolokyntosis", isto é, "apoteose daquela abóbora de Cláudio". A obra acompanha a morte de Cláudio, sua ascensão ao céu, seu julgamento pelos deuses, e a eventual descida ao Hades. Em cada etapa, é claro, Sêneca zomba dos falhas de caráter do falecido imperador, principalmente de sua crueldade, arrogância e desarticulação.
É uma sátira mordaz contra o imperador Cláudio, ou melhor, contra o Senado que decretou honras divinas ao príncipe. Sêneca, brilhante na filosofia e tragédia, não tinha alma de escritor satírico; todavia, notasse amiúde a genialidade de um intelecto que, também num gênero pouco adaptável à própria sensibilidade, demonstra a força da indignação contra um tirano e contra uma assembleia corrupta e imoral. 

#### Traduções
- Alexandre Pires Vieira. A Apocoloquintose do divino Cláudio. 2020, Montecristo Editora. ISBN 9781619652101, ASIN B08GG3LFLT.
- Project Gutenberg: E-text No. 10001, English translation of the Apocolocyntosis by W. H. D. Rouse, 1920
- J.P. Sullivan (ed), "The Apocolocyntosis" (Penguin Books, 1986) ISBN 978-0-14-044489-6